# Rada evropských obcí a regionů
Rada evropských obcí a regionů (anglicky Council of European Municipalities and Regions, zkratka CEMR) je asociací sdružující zástupce evropských místních a regionálních samospráv. Jeho členy je 60 národních asociací měst a regionů ze 40 zemí, kteří reprezentují více než 110 tisíc místních a regionálních samospráv. Asociace byla založena v roce 1951. Jejím hlavním posláním je ovlivňování evropské politiky a legislativy, jakož i poskytování prostoru pro debatu místních a regionálních politiků z různých zemí. Členem CEMR je od roku 1992 také český Svaz měst a obcí.
Hlavním orgánem CEMR je Politický výbor, který se skládá ze 170 členů volených na tříleté funkční období. Každá členská země má přidělen počet členů odpovídající její populaci. Politický výbor schvaluje rozpočet CEMR, roční pracovní program, nastavuje základní politické linie a rozhoduje o přijetí nových členů. Mezi zasedáními Politického výboru řídí asociaci Výkonné byro. Byro má aktuálně 19 členů, mezi které patří mj. předseda a viceprezidenti CEMR. Výkonným prezidentem organizace byl v minulosti primátor Hradce Králové Oldřich Vlasák. Současným viceprezidentem je starosta Slezské Ostravy Richard Vereš.